# Frédéric Diefenthal
Cet article possède un paronyme, voir Dieffenthal.
Frédéric Diefenthal est un acteur et producteur de cinéma français, né le 26 juillet 1968 à Saint-Mandé (Val-de-Marne).

## Biographie

### Enfance et formation
Il passe son enfance dans le Gers, dans le village de Saint-Puy. Sa mère est originaire du Gers. Ayant terminé sa scolarité à 15 ans, il est d'abord apprenti dans l'hôtellerie, puis coiffeur avant de prendre des cours au théâtre Viriot.

### Ses débuts
À partir de 1990, il joue dans des spots publicitaires comme les brownies Hello de Lu et apparaît dans des séries télévisées et notamment dans le clip de François Feldman, C'est toi qui m'as fait en 1991.

### Carrière
De 1993 à 2000, il tient l'un des rôles principaux de la série Le juge est une femme, sur TF1, ce qui lui vaut une certaine notoriété.
Au cinéma, après plusieurs petits rôles, notamment, en 1990 dans La Totale ! de Claude Zidi et un premier grand rôle dans Douce France de Malik Chibane, en 1995, il rencontre le succès en 1998 grâce à Taxi de Gérard Pirès où il incarne un jeune policier maladroit, Emilien Coutant-Kerbalec.
Il tourne principalement au cinéma et à la télévision. Il joue également au théâtre dans les années 1990 et 2000, notamment dans une adaptation française de la fameuse comédie d'Oscar Wilde, L'Importance d'être Constant, aux côtés de Macha Méril et Lorànt Deutsch. À la télévision son rôle le plus marquant fut le rôle de JP dans Clara Sheller.
Il participe également à une web série en Russie pour promouvoir la marque Carte Noire intitulée "Recipes of Desire" dans laquelle il incarne un barman servant des cafés tout en écoutant les problèmes de sa clientèle souvent féminine 

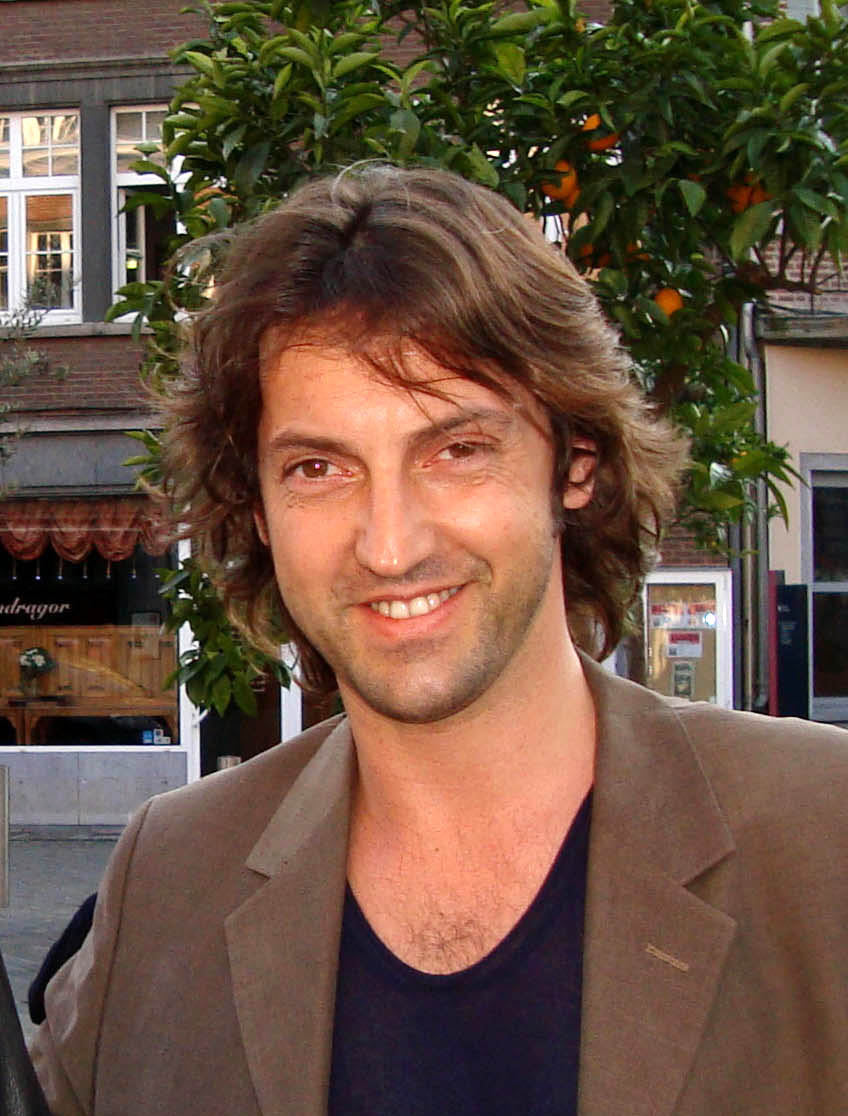
Frédéric Diefenthal en 2008 à Namur (Belgique).

En 2017, il refuse de se glisser à nouveau dans la peau d'Émilien pour le cinquième volet de Taxi en disant qu'« Émilien sans Daniel, cela n'a pas de sens ». En effet, le producteur Luc Besson avait demandé au réalisateur Franck Gastambide de miser sur un nouveau duo (Franck Gastambide et Malik Bentalha) avant de proposer à Samy Naceri une petite apparition, que l'intéressé refuse, préférant un rôle plus important au vu du fait qu'il incarne le personnage principal de la saga dans les quatre premiers volets.
En 2022, il participe à l'émission Mask Singer, dans le costume du pain d'épice (il est démasqué lors du premier prime time).
Depuis 2019, il incarne le personnage d'Antoine Myriel, d'abord dans la série quotidienne Demain nous appartient, puis dans la série dérivée Ici tout commence sur TF1.

### Vie privée
Frédéric Diefenthal rencontre la chanteuse et actrice Claire Keim lors du tournage d'un épisode de la série Le juge est une femme en 1999. Le couple se sépare en 2001.
En 1996, il rencontre Gwendoline Hamon, avec qui il partage la scène dans Bagatelle(s), sous la direction de Pierre Mondy. Ils sont d'abord amis avant de se mettre en couple.  Ils se marient, en 2004 et auront un fils prénommé Gabriel, né la même année. Le couple se sépare en 2013.
Il a également une fille, d'une idylle gardée secrète.
Il rencontre Stéphanie Séguin en 2015, avec qui il a un fils prénommé Solahn, né en 2018. Ils se marient le 15 juillet 2023 sur une plage de Palavas-les-Flots.

## Filmographie

### Cinéma

#### Longs métrages
- 1991 : La Totale ! de Claude Zidi : le loubard 2
- 1992 : Les gens normaux n'ont rien d'exceptionnel de Laurence Ferreira Barbosa : Jean
- 1995 : Douce France de Malik Chibane : Jean-Luc
- 1995 : Une histoire d'amour à la con d'Henri-Paul Korchia
- 1996 : Capitaine Conan de Bertrand Tavernier : un sergent à la gare de Bucarest
- 1998 : Taxi de Gérard Pirès : Émilien Coutant-Kerbalec
- 1999 : Je veux tout de Guila Braoudé : Philippe
- 1999 : Six-Pack d'Alain Berberian : Philippe Saule
- 2000 : Taxi 2 de Gérard Krawczyk : Émilien Coutant-Kerbalec
- 2000 : Jeu de cons de Jean-Michel Verner : Skip
- 2000 : Les Âmes fortes de Raoul Ruiz : Firmin
- 2001 : Le Mal de mère d'Édouard Molinaro : Moïse
- 2001 : Une affaire privée de Guillaume Nicloux : travesti dans le bar de nuit
- 2001 : Belphégor, le fantôme du Louvre de Jean-Paul Salomé : Martin
- 2002 : Taxi 3 de Gérard Krawczyk : Émilien Coutant-Kerbalec
- 2003 : Dédales de René Manzor : l'inspecteur Mathias
- 2003 : L'Incruste, fallait pas le laisser entrer ! d'Alexandre Castagnetti et de Corentin Julius : Alexandre
- 2003 : Nos amis les flics de Bob Swaim : Frédo
- 2003 : Le Souffleur de Guillaume Pixie : Philippe
- 2004 : Avant qu'il ne soit trop tard de Laurent Dussaux : Phyl
- 2005 : Le Roman de Renart de Thierry Schiel : Renart (voix)
- 2005 : Voisins, voisines de Malik Chibane : Paco Garcia
- 2007 : Taxi 4 de Gérard Krawczyk : Émilien Coutant-Kerbalec
- 2012 : Dors mon lapin de Jean-Pierre Mocky : Lionel
- 2012 : Pauvre Richard de Malik Chibane : Richard
- 2013 : Le Renard jaune de Jean-Pierre Mocky : Poulin
- 2022 : Van Gogh In Love de Jean-Luc Ayach : Léo

#### Court métrage
- 2018 : Je suis votre chauffeur de Marc Allal : Fréderic

### Télévision

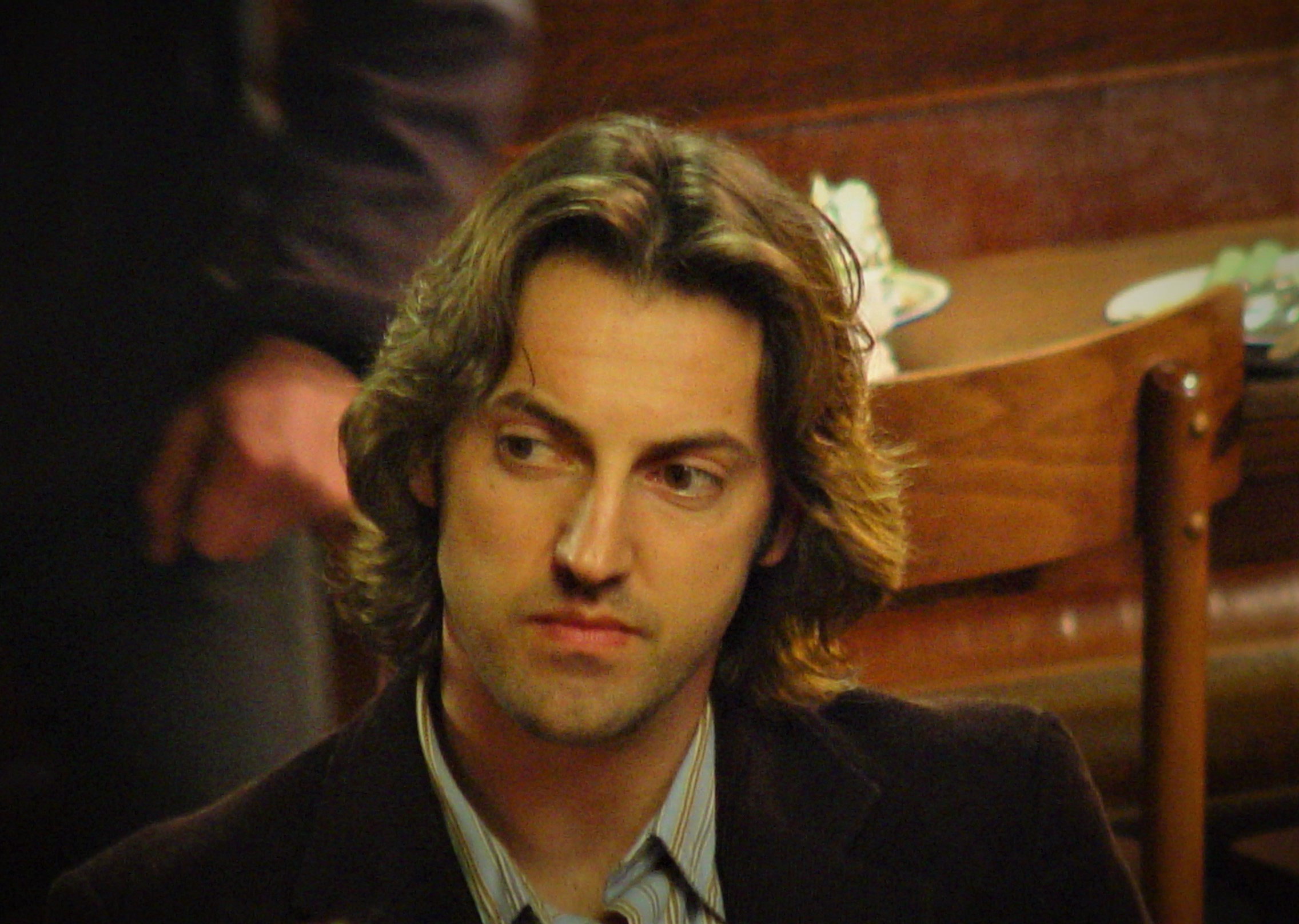
Fréderic Diefenthal sur le tournage de Comme sur des roulettes

#### Téléfilms
- 1990 : Les Ritals de Marcel Bluwal
- 1991 : Billy de Marcel Bluwal
- 1992 : Maria des Eaux-Vives de Robert Mazoyer
- 1994 : L'Affabulatrice de Marcel Bluwal
- 1997 : Père courage de Thierry Chabert
- 2003 : Un homme par hasard d'Édouard Molinaro : Yann Le Guenn
- 2004 : Bien agités ! de Patrick Chesnais : Arthur
- 2005 : Comme sur des roulettes de Jean-Paul Lilienfeld : Max
- 2005 : Ange de feu de Philippe Setbon : Noël Courtal
- 2006 : Pas de Panique de Denis Rabaglia : Ludovic Chambercy
- 2008 : Le Gendre idéal de Arnaud Sélignac : Arnaud
- 2009 : Facteur chance de Julien Seri : Tib
- 2009 : Cartouche, le brigand magnifique de Henri Helman : Cartouche
- 2009 : Le Gendre idéal 2 de Arnaud Sélignac : Arnaud
- 2010 : L'Homme sans nom de Sylvain Monod : David et Guillaume Derville
- 2010 : Chateaubriand de Pierre Aknine :  François-René de Chateaubriand
- 2011 : Furieuse de Malik Chibane : Fred
- 2012 : Jeux dangereux de Régis Musset : Antonin Brecht
- 2013 : Une bonne leçon de Bruno Garcia : Diego
- 2014 : Meurtres à Rouen de Christian Bonnet : Didier Mege
- 2015 : Le Chapeau de Mitterrand de Robin Davis : Daniel Mercier
- 2017 : Meurtres en Auvergne de Thierry Binisti : Bruno Romagnat
- 2018 : Les Fantômes du Havre de Thierry Binisti : Gaspard Lesage
- 2018 : Les Ombres du passé de Denis Malleval : Yann Leblanc
- 2021 : En attendant un miracle de Thierry Binisti : Maxime
- 2022 : Neige de Laurent Tuel : capitaine de police Thomas Delhaye
- 2024 : Le Jour de ma mort de Jérôme Cornuau : Stanislas Coesens

#### Séries télévisées
| Rôles récurrents : - 1993-2000 : Le juge est une femme : Colas - 2005 : Clara Sheller de Nicolas Mercier : JP - 2006 : David Nolande de Nicolas Cuche : David Nolande - 2008-2011 : Flics, créée par Olivier Marchal : Yach - 2010-2011 : Les Virtuoses de Claude-Michel Rome : Horace Lange - 2017 : La Forêt de Julius Berg : Vincent Musso - 2019-2020 : Demain nous appartient : Antoine Myriel (épisodes 564-782) - Depuis 2020 : Ici tout commence : Antoine Myriel (épisodes 1-...) - 2021 : L'Homme que j'ai condamné de Laure de Butler : Legaret Rôles dans un épisode : - 1992 : Goal : Luis - 1992 : Les Cordier, juge et flic : Lieutenant Antoine Portal (épisode Peinture au pistolet) - 1995 : Police des polices de Michel Boisrond (épisode Vidéo preuves) - 1995 : Commis d'office de Gabriel Aghion : Frankie (épisode Les enfants d'abord) - 2005 : Élodie Bradford de Régis Musset : Julien Lemaitre (épisode Les crimes étaient presque parfaits) - 2008 : Off Prime de Simon Astier et Alban Lenoir : lui-même - 2008 : Myster Mocky présente de Jean-Pierre Mocky (épisodes Le Jour de l'exécution et La Cadillac) - 2014 : Scènes de ménages : fiancé de la sœur de Fabien (1 épisode) - 2017 : Crimes parfaits de Didier Le Pêcheur : Nathan (épisode Aux innocents, les mains pleines) - 2018 : Caïn : Renaud Maurin(épisode Jardin secret) - 2021 : Léo Matteï, Brigade des mineurs : Renaud Lescure (saison 8, épisode Le Silence de la mer) - 2025 : Le Nounou : Sylvain Delorme (épisode Le trait d'union) |

#### Émissions de télévision
- 2022 : Mask Singer (saison 4) sur TF1 : candidat
- 2023 : Le Grand Quiz sur TF1 : participant
- 2024 : Le Maître du Jeu sur TF1 : candidat

## Théâtre
- 1996 : Bagatelle(s) de Noël Coward, mise en scène Pierre Mondy, Théâtre de Paris
- 1996 : Roméo et Juliette de William Shakespeare, mise en scène Jean-Luc Borg et Henri-Paul Korchia, Théâtre Par le bas de Nanterre
- 2006 - 2008 : L'Importance d'être Constant d'Oscar Wilde, mise en scène Pierre Laville, Théâtre Antoine
- 2010 : Kramer contre Kramer d'Avery Corman, mise en scène Didier Caron et Stéphane Boutet, Théâtre des Bouffes-Parisiens
- 2013 : Le Voyageur sans bagage de Jean Anouilh, mise en scène Alain Fromager et Gwendoline Hamon, tournée
- 2014 : Je préfère qu'on reste amis de Laurent Ruquier, mise en scène Marie Pascale Osterrieth, Théâtre Antoine